# Pete Holmes
Pour les articles homonymes, voir Holmes.
Pete Holmes est un acteur, humoriste et scénariste américain, né le 30 mars 1979 à Lexington au Massachusetts.

## Filmographie

### Acteur

#### Au cinéma
- 2011 : Last Request : Pete
- 2013 : Matt Damon Goes on Strike! : un journaliste
- 2015 : See You Around : le thérapiste
- 2016 : Place à l'impro : lui-même
- 2019 : Comme des bêtes 2 : Chuck
- 2021 : Home Sweet Home Alone de Dan Mazer : Blake
- 2023 : Family Switch de McG
- 2023 : Une femme en jeu (Woman of the Hour) d'Anna Kendrick : Terry

#### À la télévision
- 2007 : Scott Bateman Presents Scott Bateman Presents (1 épisode)
- 2007 : Honesty : Rick et Guy (2 épisodes)
- 2008 : Atom TV (1 épisode)
- 2009-2014 : College Humor : plusieurs personnages (14 épisodes)
- 2010 : The Tonight Show with Jay Leno (1 épisode)
- 2010-2012 : Ugly Americans : Eric (20 épisodes)
- 2011 : Mash Up
- 2012 : Jest Originals : Pete
- 2013 : Maron : lui-même (1 épisode)
- 2013-2015 : American Dad! : Andrew et Matt Davis (3 épisodes)
- 2014 : Kroll Show : le présentateur de Making Friends (1 épisode)
- 2014 : Just for Laughs: All-Access (1 épisode)
- 2014 : Mulaney : Père Trey (1 épisode)
- 2015 : Nothin's Easy : Bud (1 épisode)
- 2016 : Animals. : Patrick (1 épisode)
- 2016 : TripTank : Pete (1 épisode)
- 2016 : Fantasy Hospital : Dr Drexel Bonaventure (10 épisodes)
- 2016-2017 : Mighty Magiswords : plusieurs personnages (2 épisodes)
- 2017 : Penn Zero : Héros à mi-temps : Ryan (1 épisode)
- 2017-2019 : Crashing : lui-même (24 épisodes)
- 2018 : Bob's Burgers : Connor (1 épisode)
- 2018 : Les Simpson : Matthew (1 épisode)
- 2019 : This Giant Beast That is the Global Economy : la célébrité invitée (1 épisode)

### Scénariste

#### PourLes Simpson
| Année | Titre                        | Titre original           | Saison | Épisode | Réalisateur    |
| ----- | ---------------------------- | ------------------------ | ------ | ------- | -------------- |
| 2020  | Prêtres en guerre            | Warrin' Priests          | 31     | 19      | Bob Anderson   |
| 2020  | Prêtres en guerre (Partie 2) | Warrin' Priests (Part 2) | 31     | 20      | Matthew Nastuk |

#### Autres
- 2009 : CH Live: NYC
- 2010 : Comedy Central Presents (1 épisode)
- 2010 : The Whitest Kids U'Know (1 épisode)
- 2011 : Outsourced (1 épisode)
- 2011-2013 : College Humour (2 épisodes)
- 2012 : Funny as Hell (1 épisode)
- 2012 : I Hate My Teenage Daughter (1 épisode)
- 2012 : Mash Up (1 épisode)
- 2013-2014 : The Pete Holmes Show (54 épisodes)
- 2016 : Pete Holmes: Faces and Sound
- 2017 : Laugh Factory (2 épisodes)
- 2017-2019 : Crashing (24 épisodes)
- 2018 : Pete Holmes: Dirty Clean